# Trương Mỹ Lan
Trương Mỹ Lan (Saigon, 13 ottobre 1956) è un'imprenditrice vietnamita di etnia hoa.

## Biografia
Nata il 13 ottobre 1956 a Saigon, capitale del Vietnam del Sud, in una famiglia vietnamita cinese, dopo aver lavorato insieme alla madre nella vendita di cosmetici nel mercato centrale della capitale vietnamita, nel corso degli anni '80 e '90 ha iniziato ad investire nel mercato immobiliare, acquistando numerosi terreni ed edifici durante il Doi Moi; nel 1992 ha fondato la Van Thinh Phat, sposandosi nello stesso periodo con Eric Chu Nap Kee (noto anche come Chu Lập Cơ), dal quale ha avuto due figlie nate rispettivamente nel 1994 e nel 1995. Tra il 2011 e il 2012 ha portato a compimento l'unificazione di tre banche vietnamite (First Bank, Vietnam Tin Nghia Bank e Saigon Bank) nella Saigon Commercial Bank (SCB) nell'ambito di un progetto coordinato dalla Banca centrale del Vietnam.
Nell'ottobre 2022 è stata arrestata nell'ambito di un maxi processo su una presunta truffa orchestrata da Trương ai danni della Saigon Commercial Bank (SCB): secondo l'accusa della Procura del Popolo Trương avrebbe aggirato le leggi vietnamite che impediscono ad una singola persona di detenere più del 5% di un istituto di credito, arrivando a controllare fino ad oltre il 91,5% della SCB, in modo tale da poter elargire prestiti a compagnie da lei controllate o partecipate, anche attraverso circa 1 000 società di comodo con sede sia in Vietnam che all'estero; nel farlo avrebbe inoltre corrotto diversi funzionari della banca e della pubblica amministrazione vietnamita per nascondere le transazioni illecite.
L'11 aprile 2024 il Tribunale popolare di Ho Chi Minh, dopo circa un mese di processo, l'ha riconosciuta colpevole di appropriazione indebita di circa 304 trilioni di đồng (ossia circa 12,46 miliardi di dollari), corruzione e violazione delle norme sui prestiti bancari, comminandole la pena di morte per appropriazione indebita oltre che 40 anni di reclusione per le accuse di corruzione e violazione delle norme sui prestiti. Il processo ha riscosso un'importante eco mediatica sia in Vietnam, dove le varie tappe processuali sono state ampiamente documentate dalla stampa locale, sia all'estero, soprattutto in seguito all'annuncio della condanna a morte di Trương. Secondo la stampa questo è "il più grande scandalo di corruzione/frode del sud-est asiatico".